# Jason Hayes
Jason Benjamin Hayes (Indianapolis, Indiana, 27 de marzo de 1974) é um ator estadunidense.
Ele nasceu em Indianapolis, Indiana.

## Filmografia

### Televisão
- 2007 Andrew Jackson como John Overton
- 1999 Hang Time como Brian
- 1998 Law & Order como Kenny "Twist" Stark
- 1998 Malibu, CA como Jason Collins
- 1997 Van-pires como Axle

### Cinema
- 2008 Punishment como Det. Moroney
- 2006 Boys Life V como Perry
- 1998 Fishbelly White como Perry